# Leuctra bronislawi
Leuctra bronislawi är en bäcksländeart som beskrevs av Sowa 1970. Leuctra bronislawi ingår i släktet Leuctra och familjen smalbäcksländor. Inga underarter finns listade i Catalogue of Life.